# Delia Mayer
Delia Mayer (* 8. März 1967 in Hongkong) ist eine Schweizer Schauspielerin und Sängerin.
Die Tochter des Jazzmusikers Vali Mayer wuchs in der Nähe von Zürich auf. Sie studierte Schauspiel, Tanz, Pop- und Musicalgesang in Wien sowie von 1995 bis 1999 klassischen Gesang am Konservatorium Zürich und an der Opernschule BGZ. Sie stand in zahlreichen Theater-, Musical- und Opernproduktionen sowie mit eigenen Gesangsprogrammen auf der Bühne. Im Fernsehen spielte sie unter anderem die Isabel Becker in der Serie Die Cleveren. Von 2012 bis 2019 war sie im Luzerner-Tatort des SRF als Ermittlerin Liz Ritschard an der Seite von Stefan Gubser zu sehen.

## Filmografie (Auswahl)
- 1999: Tatort: Alp-Traum (Fernsehreihe)
- 1999: Große Gefühle
- 2000: Adelheid und ihre Mörder (Fernsehserie) – Todesarie
- 2001: Anwalt Abel (Fernsehreihe) – Salut, Abel!
- 2004: Im Namen des Gesetzes (Fernsehserie) – Die Schuldenfalle
- 2006: Die Rosenheim-Cops (Fernsehserie) – Die Männer der Friseuse
- 2002–2003: Die Cleveren (Fernsehserie)
- 2007: SOKO Köln (Fernsehserie) – Tod einer Polizistin
- 2007: Liebe und Wahn (Fernsehfilm)
- 2008: Der Schwarzwaldhof (Fernsehreihe; Pilotfolge)
- 2010: Jeder Mensch braucht ein Geheimnis (Fernsehfilm)
- 2012: Tatort (Fernsehreihe) als Liz Ritschard

Skalpell
Hanglage mit Aussicht
- 2013: Schmutziger Donnerstag

Geburtstagskind
- 2014: Zwischen zwei Welten

Verfolgt
- 2015: Schutzlos

Ihr werdet gerichtet
- 2016: Kleine Prinzen

Freitod
- 2017: Kriegssplitter

Zwei Leben
Die letzte Pointe
- 2018: Die Musik stirbt zuletzt

Friss oder stirb
Kämpferinnen
- 2019:  Ausgezählt

Der Elefant im Raum
- 2020: Unorthodox[2]
- 2024 Die Spaltung der Welt: 1939–1962 (sechsteiliges Dokudrama; als Golda Meir)